# Neurigona quadrifasciata
Neurigona quadrifasciata ist eine Fliege aus der Familie der Langbeinfliegen (Dolichopodidae).

## Merkmale
Die Fliegen erreichen eine Körperlänge von 3,5 bis 5 Millimetern. Die Tiere haben einen sehr schlanken, gelblich gefärbten Körper. Der Thorax ist vor dem Hinterleib deutlich abgeplattet. Die Beine sind dünn und lang, am mittleren Beinpaar fehlen deutliche Endborsten. Die Acrostichalbörstchen sind deutlich zweireihig. Der fünfsegmentige Hinterleib ist relativ lang. Der große Hypopyg am Hinterleibsende ist zweiteilig, die Anhänge sind nicht gut erkennbar. Die Männchen haben an den Tarsen des vorderen Beinpaares eine Bürste aus schwarzen Haaren. Es gibt innerhalb der Gattung Neurigona eine Reihe von leicht verwechselbaren Arten.

## Vorkommen und Lebensweise
Die Tiere kommen in Mittel- und Südeuropa vor. Man findet sie in Wäldern, bevorzugt auf Baumstämmen sitzend. Das Männchen schwirrt während des Vorspiels bei der Begattung auf dem Weibchen sitzend mit den Flügeln und richtet das langgestreckte vordere Beinpaar nach vorne zum Weibchen.

## Belege